# Montespertoli
Montespertoli település Olaszországban, Toszkána régióban, Firenze megyében. Lakosainak száma 13 250 fő (2023. január 1.). Montespertoli Barberino Tavarnelle, Certaldo, Empoli, Montelupo Fiorentino, Scandicci, San Casciano in Val di Pesa, Castelfiorentino, Lastra a Signa és Tavarnelle Val di Pesa községekkel határos.

## Népesség
A település lakossága az elmúlt években az alábbi módon változott:
| Lakosok száma | 13 614 | 13 497 | 13 250 |
|               | 2013   | 2018   | 2023   |